# Sárdy Károly
Sárdy Károly, névváltozata: Sárdi (Budapest, Józsefváros, 1916. május 2. – Budapest, 1979. december 23.) magyar festőművész, grafikus.

## Életpályája
Sárdi Károly lakatos-segéd és Varga Erzsébet fiaként született. Képzőművészeti tanulmányait a Fővárosi Iparrajziskolában kezdte. 1934-ben kapcsolatba került a Szocialista Képzőművészek Csoportjával. 1936-ban néhány alkotásával részt vett hűvösvölgyi kiállításukon. 1937 és 1939 között Párizsban folytatott festészeti tanulmányokat. Az 1940-es évektől elsősorban figurális olajfestményeket készített, de mellette foglalkozott folyóiratok illusztrálásával is. 
1945 után számos kiállításon vett részt figurális kompozícióival és alkalmazott grafikai munkáival.
Felesége Pásztor Enikő (1916–1984) volt, Pásztor Árpád és dr. Freund Mária lánya, akivel 1940. február 18-án Budapesten, a Józsefvárosban kötött házasságot.

## Kiállításai

### Válogatott csoportos kiállítások
- 1948: Plakát kiállítás, Nemzeti Szalon, Budapest • A Magyar Grafika 100 éve, Fővárosi Képtár, Budapest
- 1964: Szocialista Képzőművészek csoportos kiállítása 1934-44, Magyar Nemzeti Galéria, Budapest

## Díjai, elismerései
- Szocialista Hazáért érdemrend